# Pealius longispinus
Pealius longispinus là một loài côn trùng cánh nửa trong họ Aleyrodidae, phân họ Aleyrodinae.
Pealius longispinus được Takahashi miêu tả khoa học đầu tiên năm 1932.